# Brave heart (林原めぐみの曲)
「brave heart」（ブレイブ・ハート）は、林原めぐみの28枚目のシングル。2001年12月29日にスターチャイルドから発売された（KICM-3021）。

## 概要
- 表題曲は、テレビ東京系アニメ『シャーマンキング』挿入歌に起用された。
- 表題曲は2タイプの音源を収録されており、コーラスはオリジナルではたかはしごうが、「Moonlit version」では林原自身がそれぞれ担当している。また、「Moonlit version」ではイントロにアレンジが加えられ、全体的にピアノ音が主体となっている。

## 収録曲
（全編曲：十川知司） 
1. brave heart [4:14]
作詞：MEGUMI、作曲：太田美知彦、コーラス：たかはしごう
  - テレビ東京系テレビアニメ『シャーマンキング』挿入歌
  - 本編・第二十四廻で初めて使用されて以降、頻繁に使用された。
  - 林原めぐみの楽曲としては珍しく、太田美知彦が作曲をしている。ちなみに太田は、今作以前の1999年に、アニメ『デジモンアドベンチャー』で同名の楽曲を手掛けた。
2. きらめくかけら [4:43]
作詞・作曲：泉川そら、コーラス：MEGUMI
3. brave heart（Moonlit Version） [4:25]
作詞：MEGUMI、作曲：太田美知彦
4. brave heart -instrumental- [4:14]
5. きらめくかけら -instrumental- [4:43]
6. brave heart （Moonlit Version） -instrumental- [4:23]

## 収録アルバム
| 曲名        | 収録アルバム     | 発売日        | 規格品番  | 備考                                                                        |
| ----------- | ---------------- | ------------- | --------- | --------------------------------------------------------------------------- |
| brave heart | 『feel well』    | 2002年6月26日 | KICS-955  |                                                                             |
| brave heart | 『center color』 | 2004年1月7日  | KICS-1070 | 「Moonlit Version」を更にアレンジを加えた「moon shake version」として収録。 |